# Melville United
El Melville United es un club de fútbol de la ciudad de Hamilton, en Nueva Zelanda; que juega en la Northern League, primera división del sistema de ligas de la Federación de Fútbol de Auckland. Fue fundado en 1996 como una fusión entre el Waikato United y el Melville AFC; desde entonces, obtuvo en dos ocasiones el título en la Northern League.

## Palmarés
- Northern League (2): 1995 y 2009.
- Copa Chatham (1): 1962.